# Schlauchpflanzen
Die Schlauchpflanzen (Sarracenia), auch Trompetenpflanzen oder Trompetenblatt, sind eine aus acht Arten bestehende Gattung fleischfressender Pflanzen aus der Familie der Schlauchpflanzengewächse (Sarraceniaceae). Sie sind fast ausschließlich im Osten und Südosten der USA verbreitet. Alle Arten der Gattung sind durch menschlichen Einfluss stark zurückgedrängt worden, viele sind gefährdet, manche gar vom Aussterben bedroht. Die Gattung wurde nach Michel Sarrazin benannt.

## Beschreibung
Alle acht Arten sind mehrjährige, krautige Pflanzen, deren Blätter rosettenförmig einem kurzen Rhizom oder Stamm entspringen.

### Blätter
Die Blätter stehen aufrecht, mit Ausnahme jener der Roten Schlauchpflanze und der Papageien-Schlauchpflanze. Sie sind röhrenförmig und haben eine flügelförmige Längsseite sowie ein sogenanntes Operculum, einen (unbeweglichen) haubenförmigen Blattfortsatz am oberen Ende des Schlauches. Die Öffnung des Schlauches wird umgrenzt vom Peristom, einer nach außen aufgerollten Lippe, die ebenso wie das Operculum und die flügelförmige Längsseite mit Nektarien besetzt ist.

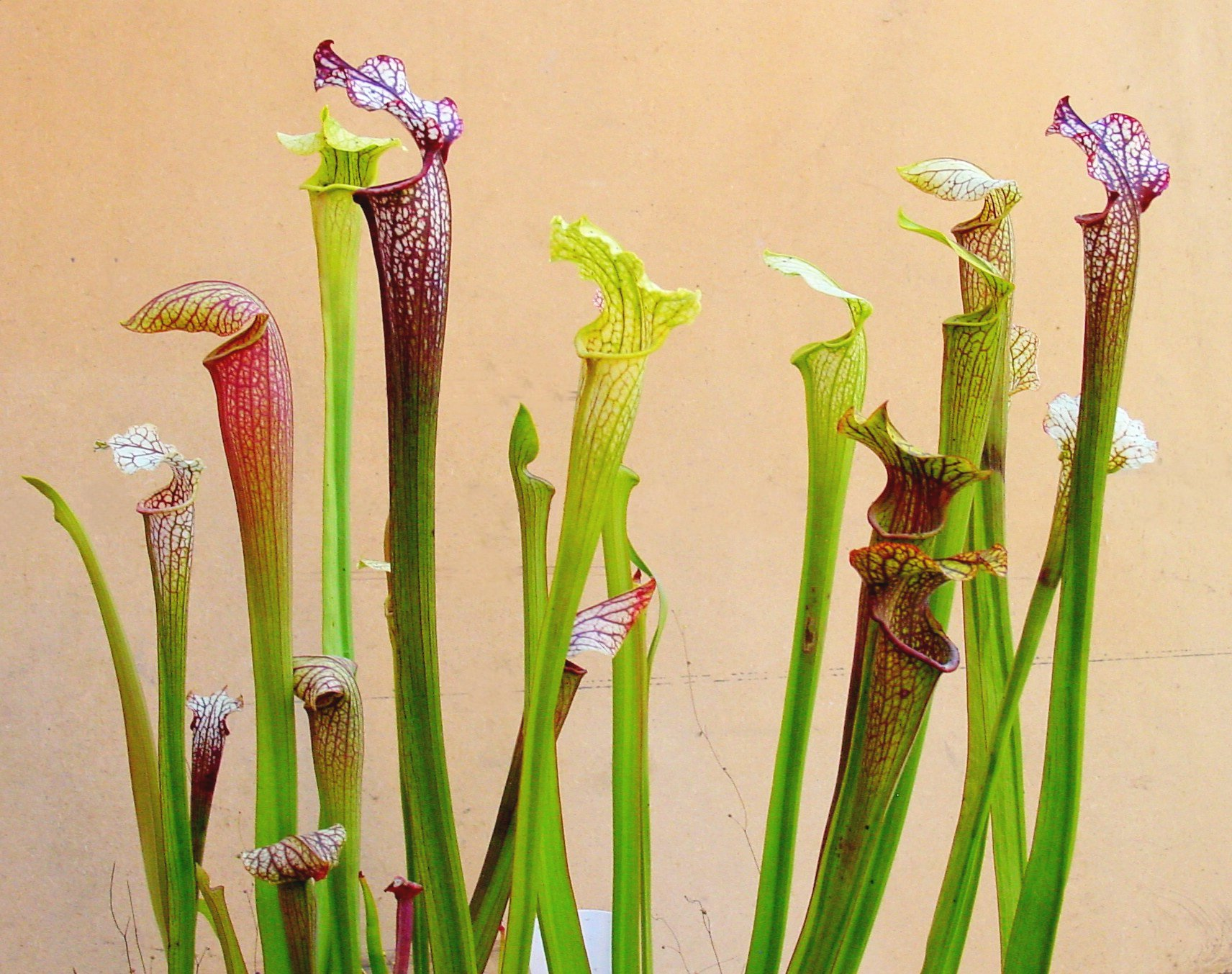
Sarracenia-Arten und natürliche Hybriden aus einem einzigen Moor in Alabama

Mittels dieses Blattaufbaus fangen alle Schlauchpflanzen Beute ohne den Einsatz irgendwelcher beweglicher Teile, die Fallen sind also passiv. Zur Anlockung der Beute dient eine Kombination aus Färbung, Duft und dem Sekret der Nektarien, das zumindest bei der Gelben Schlauchpflanze (Sarracenia flava) nachweislich auch Coniin enthält, das eine betäubende Wirkung auf Insekten ausübt.
Der Fang selbst geschieht durch einen abrupten Sturz der Beute vom Peristom ins Schlauchinnere. Eine Ausnahme von dieser Fangvorrichtung stellen die Schläuche der Papageien-Schlauchpflanze dar, die flach auf dem Boden liegend, an ihren teilüberfluteten Standorten die Funktion einer Reuse erfüllen.

#### Zonen
Jedes Blatt besteht, abhängig von der Spezies, aus drei bis fünf unterschiedlichen Zonen: Zone 1 ist die Haube, Zone 2 das Peristom und die Eingangsumgebung, die Zonen 3 und 4 (die bei einigen Arten kombiniert sind) und (nur bei der Roten Schlauchpflanze) Zone 5 sind jeweils tieferliegende Abschnitte des eigentlichen Schlauches. Jede dieser Zonen hat dabei eine spezielle Funktion, für die sie entsprechend unterschiedlich ausgestattet ist.
- Zone 1: Die Haube. Sie überdacht bei den meisten Arten zumindest teilweise die Öffnung des Schlauches und verhindert so ein übermäßiges Volllaufen der Schläuche und somit ein Ausspülen der Beute durch Regen. Sie leitet Beutetiere aber auch durch eine gerichtete Behaarung zum Schlauch. Bei einigen Arten (Kleine Schlauchpflanze, Papageien-Schlauchpflanze) ist sie relativ eng über die Schlauchöffnung gebogen und gehäuft mit chlorophyllfreien Flecken versehen, die nahezu ungehindert das Außenlicht passieren lassen und wie Fenster wirken (Areolae), ein Merkmal, das sich noch ausgeprägter bei der eng verwandten Kobralilie findet. Bereits gefangene Beutetiere versuchen durch diese Fenster fliegend die Falle zu verlassen und stürzen bei diesen Fluchtversuchen in den Schlauch.

- Zone 2: Peristom und oberer Schlauchbereich. Diese Zone wird im Wesentlichen vom Peristom gebildet, das besonders große Mengen Nektar ausscheidet und so die Beute vom Anhängsel in den eigentlichen Schlauch lockt. Zu dieser Zone gehört aber auch noch der obere Schlauchbereich, in dem sich die gerichtete Behaarung der Haube fortsetzt.

- Zone 3: Mittlerer Schlauchbereich. Diese Zone ist gänzlich glatt und mit keinerlei Behaarung mehr versehen, hier verlieren die Beutetiere schlagartig den Halt und stürzen ab in die Verdauungsflüssigkeit. Die Oberfläche dieses Bereiches ist dicht besetzt mit Verdauungsdrüsen, die Verdauungsenzyme in die Schlauchflüssigkeit abgeben.

- Zone 4: Unterer Schlauchbereich. Dieser Abschnitt des Schlauches dient der Absorption der gelösten Nährstoffe und ist wiederum mit nach unten gerichteten Haaren versehen, die verhindern, dass Beutetiere aus der Verdauungsflüssigkeit herausklettern.

- Zone 5: Diese Zone findet sich nur bei der Roten Schlauchpflanze, sie ist unbehaart, frei von Drüsen und dient auch nicht der Absorption, wie lange angenommen wurde. Ihre Funktion ist noch unbekannt.

### Blüten

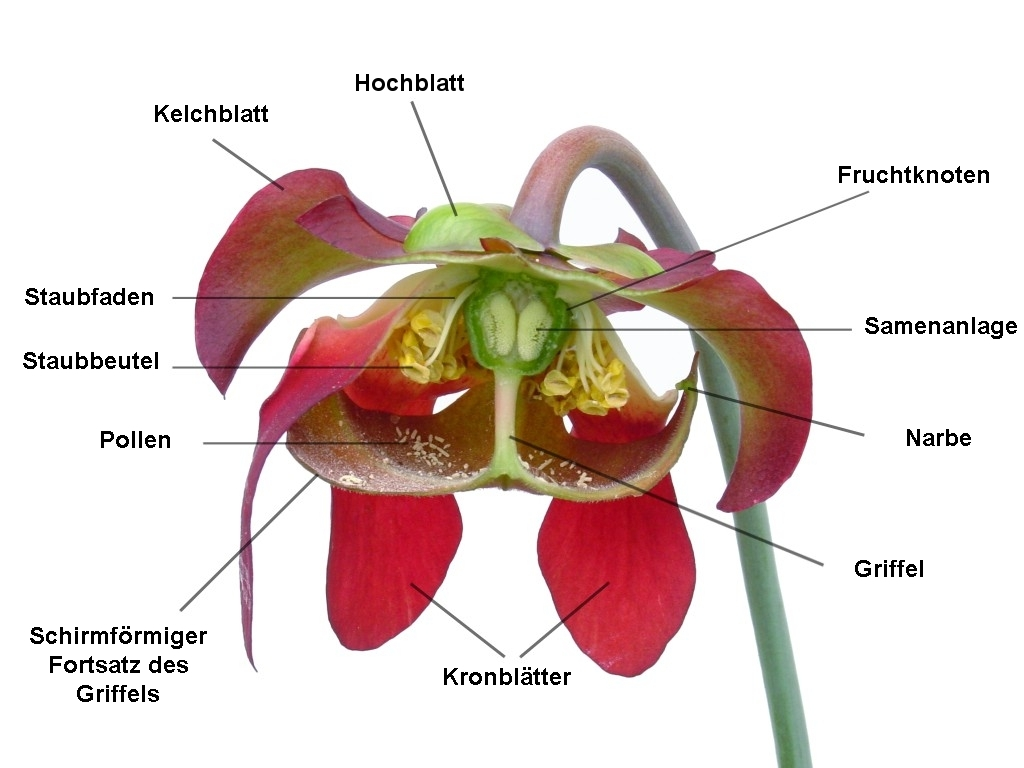
Längsschnitt einer Schlauchpflanzenblüte

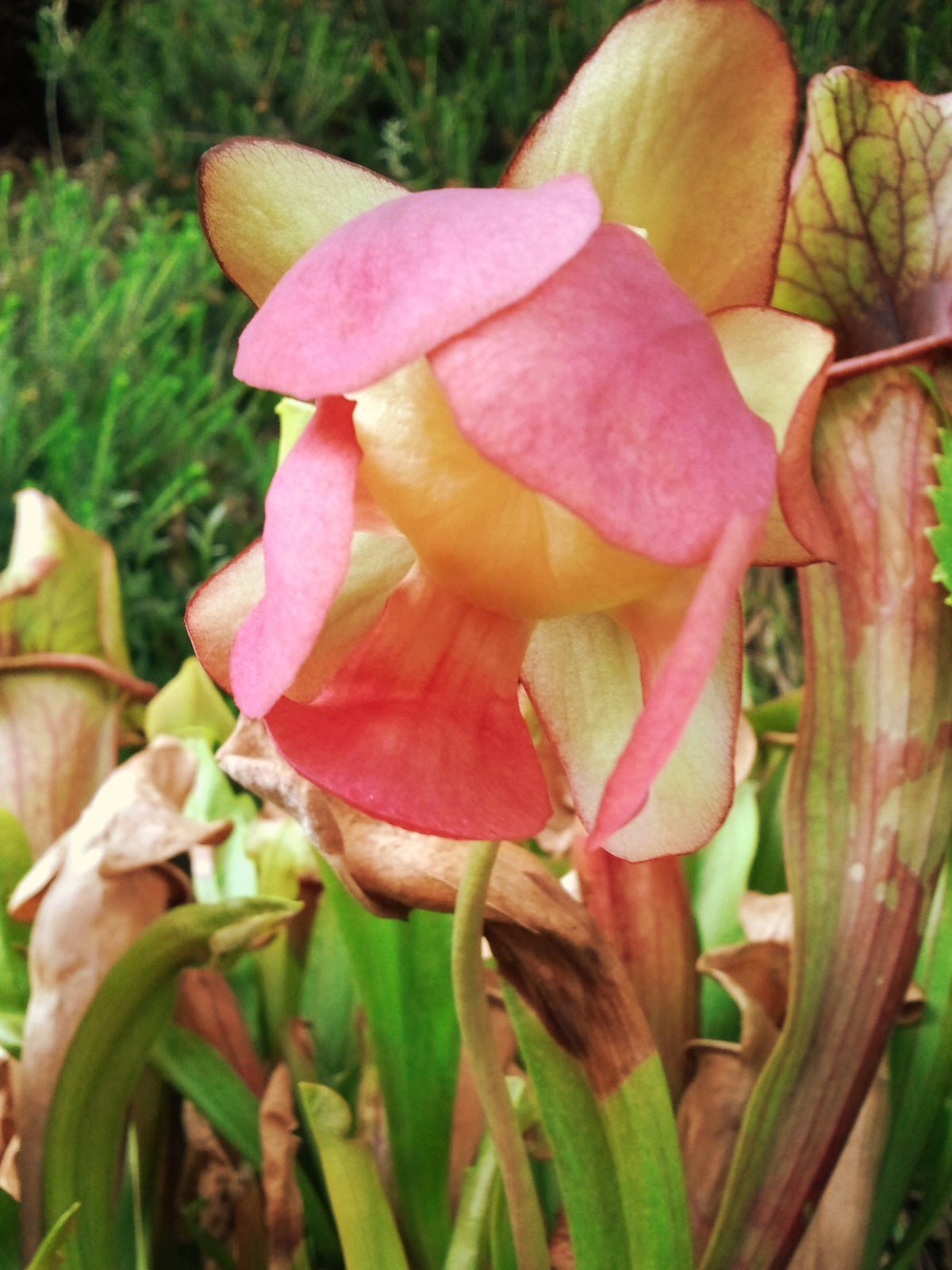
Blüte einer Schlauchpflanze

Blüten werden im beginnenden Frühjahr gebildet, gleichzeitig mit oder kurz vor der Bildung der ersten Blätter. Sie stehen nickend einzeln an langen Blütenstängeln hoch über den Schläuchen, um mögliche Bestäuber nicht zu gefährden. Die Blüten haben, je nach Art, einen Durchmesser von drei bis zehn Zentimetern und ein ungewöhnliches Erscheinungsbild. Die Blüte ist von drei Hochblättern umgeben und besteht aus fünf Kelchblättern, fünf Kronblättern, zahlreichen Staubblättern sowie einem sternförmigen, schirmgleich aufgebogenen Griffel, der herabfallende Pollen auffängt und an den Spitzen des Sterns mit der Narbe abschließt. Dieser Aufbau verhindert auch eine Selbstbestäubung. Die Kronblätter lappen über das Blüteninnere herab, Kron- und Kelchblätter sind je nach Art entweder rot oder gelb.
Blütenformel: {\displaystyle \star \;K_{5}\;C_{5}\;A_{\infty }\;G_{\underline {(5)}}}
Die Hauptbestäuber sind Bienen, die sich auf der Suche nach Nektar in das Innere der Blüte zwängen, wo sie sowohl Pollen von den Staubbeuteln wie vom Boden des Griffels aufnehmen. Verlassen können sie die Blüte nur durch die Einbuchtungen des Griffels. Dadurch wird vermieden, dass sie die Narben berühren und die Pflanze selbstbestäuben.
Die Blüten aller Arten riechen oft stark, gelegentlich unangenehm, so riecht die Gelbe Schlauchpflanze stark nach Katzenurin, andere Arten aber riechen auch nach Veilchen. Die Blüten bleiben nach der Öffnung rund zwei Wochen geöffnet.

### Frucht und Samen
Im Falle der Bestäubung werden die Kronblätter abgeworfen und der fünfkammerige Fruchtknoten schwillt zu einer Kapselfrucht an, wobei in einer Kammer beträchtlich weniger Samen produziert werden als in den anderen vier. Je Kapsel werden zwischen drei- und sechshundert Samen produziert, die über rund fünf Monate hinweg reifen, dann welkt die Kapsel und reißt auf, wobei sie die Samen freigibt. Diese sind 1,5 bis 2 Millimeter lang und haben eine raue, wächserne Hülle, die es ihnen ermöglicht, vom Wasser fortgeschwemmt zu werden.
Schlauchpflanzen sind Kaltkeimer, die Samen bedürfen zur Keimung einer vorhergehenden Kälteperiode. Bereits von Anfang an bilden sie funktionstüchtige Fallen, die allerdings bei Jungpflanzen noch von einfacherer Struktur sind. Bis die Pflanzen ausgewachsen sind, vergehen rund drei bis fünf Jahre.

## Verbreitung

### Verbreitungsgebiet

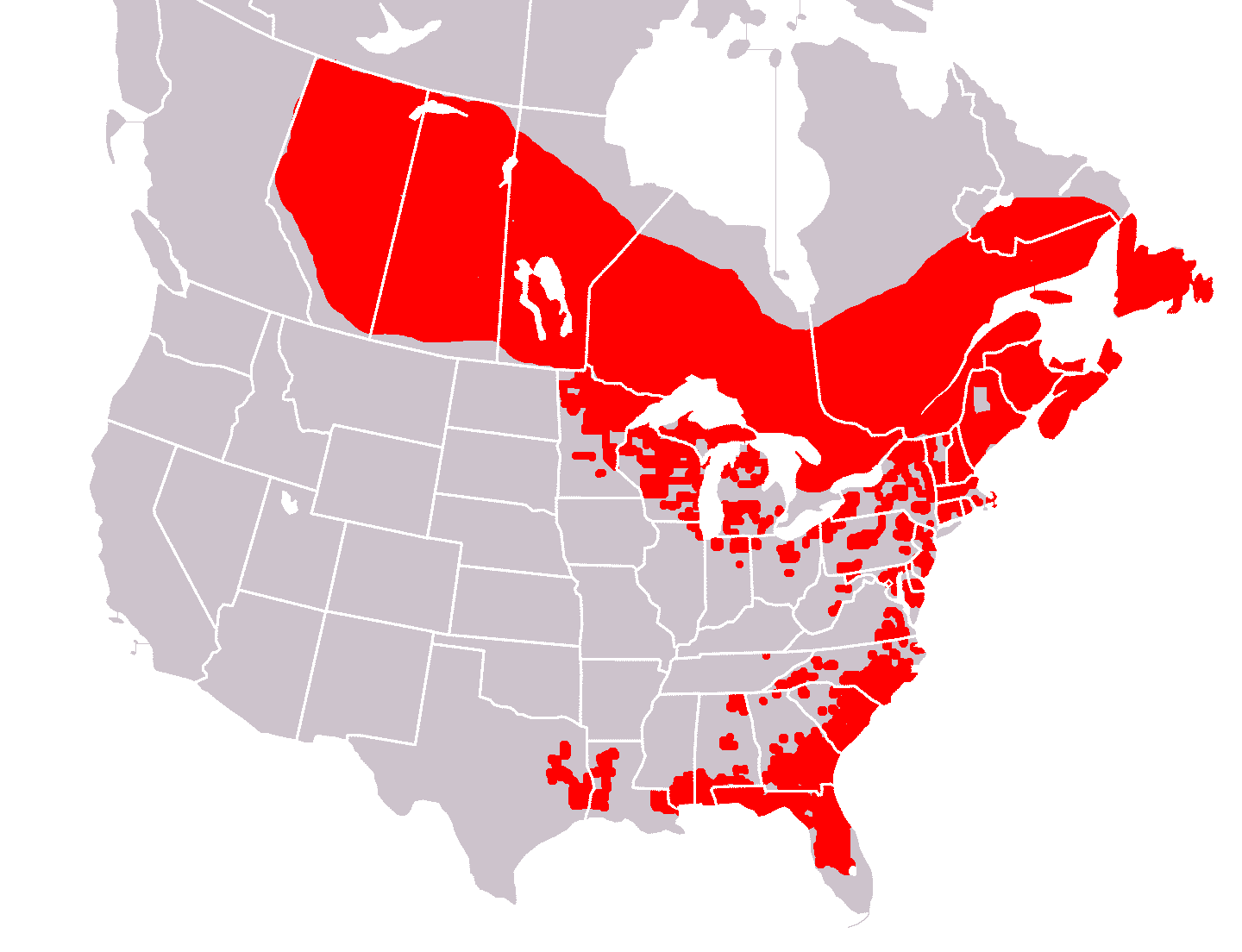
Natürliches Verbreitungsgebiet der Schlauchpflanzen

Alle Arten der Gattung sind in den südöstlichen und östlichen Teilen der USA heimisch, besonders in küstennahen Gebieten. Das Verbreitungsgebiet der Roten Schlauchpflanze (Sarracenia purpurea) erstreckt sich nördlich bis nach Kanada und dort auch landeinwärts weit bis in den Westen des Kontinents. Einige wenige Unterarten bzw. Varietäten (Sarracenia rubra ssp. alabamensis, Sarracenia rubra ssp. jonesii oder Sarracenia purpurea var. montana) finden sich weiter landeinwärts in Gebirgen wie den Appalachen.

### Angesalbte Vorkommen

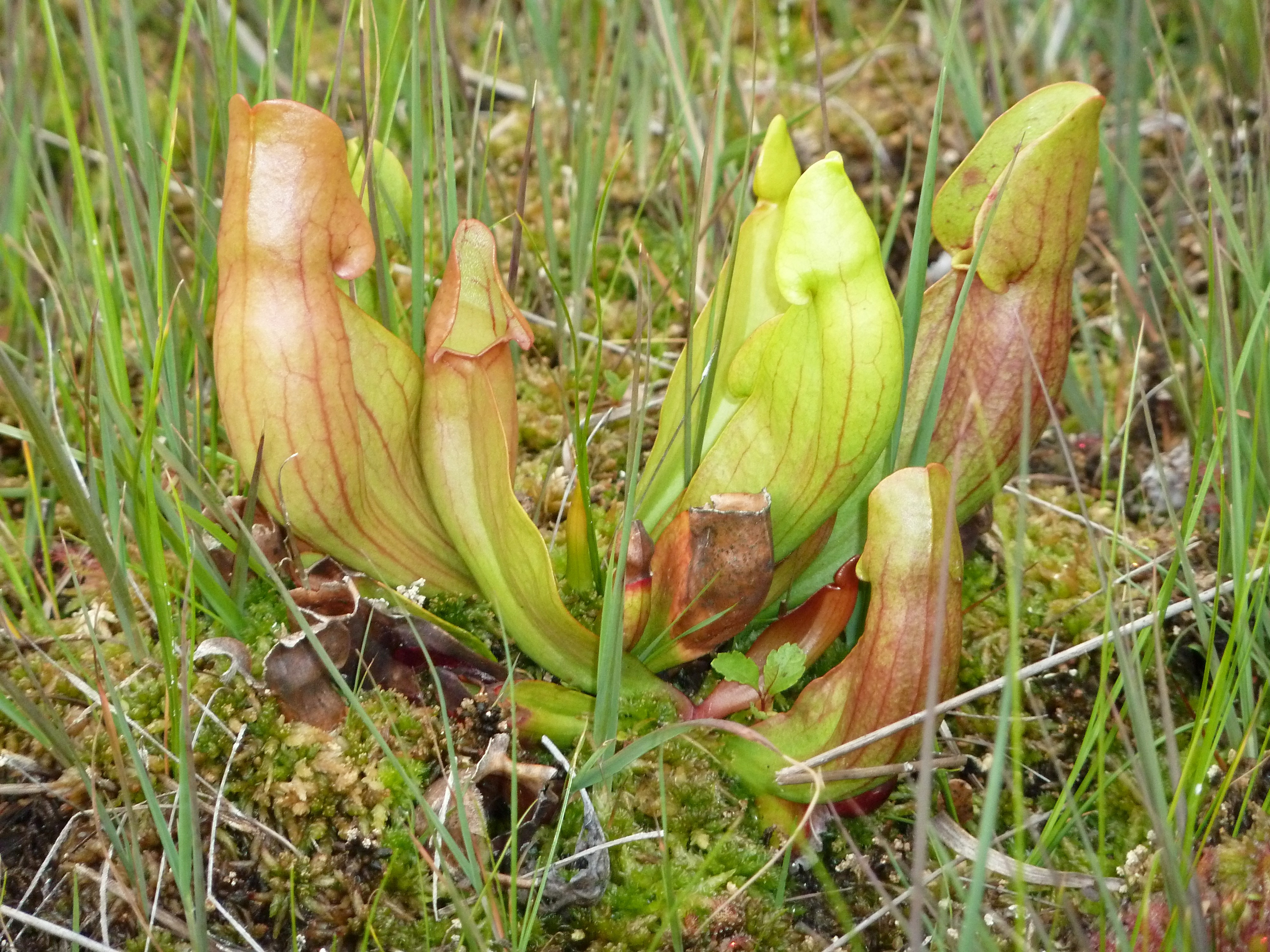
Die Rote Schlauchpflanze (Sarracenia purpurea) an einem Standort im nördlichen Westfalen

In mehreren Fällen wurden Schlauchpflanzen, zumeist die Rote Schlauchpflanze (Sarracenia purpurea), von Pflanzenliebhabern an passenden Standorten außerhalb ihres natürlichen Verbreitungsgebietes angesalbt. Einige dieser Standorte sind naturalisiert, der älteste bekannte im Schweizer Jura ist rund einhundert Jahre alt. In Europa finden sich angesalbte Standorte in Irland, im englischen Lake District sowie in Schweden. Selbst innerhalb Nordamerikas gibt es Ansalbungen, wie etwa an der Küste des kalifornischen Mendocino County. In Deutschland gibt es Ansalbungen dieser Art beispielsweise in Mittelfranken, im Münsterland, in der Lausitz und im Bayerischen Wald, die schon mehrere Jahre stabil sind.

## Systematik
Die den Schlauchpflanzen nächstverwandte Gattung ist die Darlingtonia mit ihrer einzigen Art, der Kobralilie. Gemeinsam mit den etwas ferner verwandten Sumpfkrügen (Heliamphora) bilden die beiden Gattungen die Familie der Schlauchpflanzengewächse. Die Phylogenie der Gattung selbst ist noch unklar.
Gemeinhin anerkannt sind derzeit acht Arten, diskutiert wird gelegentlich Artrang für die fünf Unterarten der Braunroten Schlauchpflanze. Der Beschreibung einer Varietät der Roten Schlauchpflanze, Sarracenia purpurea subsp. venosa var. burkii als eigenständige Art Sarracenia rosea 1999 wurde weithin widersprochen.
Als Arten anerkannt sind:
- Blasse Schlauchpflanze (Sarracenia alata (Alph. Wood) Alph. Wood)
- Gelbe Schlauchpflanze (Sarracenia flava L.)
- Weiße Schlauchpflanze (Sarracenia leucophylla Raf.)
- Kleine Schlauchpflanze (Sarracenia minor Walter)
- Grüne Schlauchpflanze (Sarracenia oreophila Wherry)
- Papageien-Schlauchpflanze (Sarracenia psittacina Michx.)
- Rote Schlauchpflanze (Sarracenia purpurea L.)
- Braunrote Schlauchpflanze (Sarracenia rubra Walter)

(Angaben zu Unterarten, Varietäten und Formen in den jeweiligen Artartikeln)
Da Schlauchpflanzen bereitwillig miteinander hybridisieren, ihre Hybriden fruchtbar sind und die Artareale sich teils überschneiden, kommt es in der Natur zu zahlreichen Zwischenformen. Diese waren in der Vergangenheit immer wieder Anlass zur Beschreibung von neuen, aber zweifelhaften Taxa.

## Botanische Geschichte

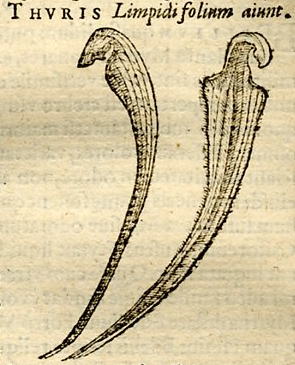
Die erste Darstellung einer Schlauchpflanze aus Lobelius' Stirpium Adversaria Nova, 1576

Durch die frühe Besiedlung des Verbreitungsgebietes der Gattung, ihre (damalige) weite Verbreitung sowie ihr auffälliges Erscheinungsbild wurden Schlauchpflanzen bereits 1576 durch Matthias de L’Obel in seiner „Stirpium Adversaria Nova“ erstmals als Thuris limpidi folio erwähnt und abgebildet. 1601 beschrieb Clusius in seiner „Rariorum plantarum historia“ eine Rote Schlauchpflanze als Limonium peregrinum, sah in ihr also unzutreffenderweise eine Strandflieder-Art. Ihren heutigen wissenschaftlichen Namen trägt die Gattung nach dem französischen Arzt und Naturforscher Michel Sarrazin (1659–1734), der als Vater der kanadischen Botanik gilt. Er sandte Ende des 17. Jahrhunderts lebende Exemplare der Roten Schlauchpflanze an den Pariser Botaniker Joseph Pitton de Tournefort, der sie 1700 als Sarracena Canadensis beschrieb. Carl von Linné übernahm den Gattungsnamen leicht verändert in seine „Species Plantarum“ (1753). Zu diesem Zeitpunkt waren zwei Arten bekannt (neben der Roten auch die Gelbe Schlauchpflanze). Die erste Blüte in Kultur gelang 1773; 1793 erwähnte William Bartram in seinem Buch über seine Reisen im Südwesten der USA, dass sich in den Schläuchen der Pflanzen zahlreiche Insekten fänden, bezweifelte aber, dass sie irgendeinen Nutzen daraus zögen. 1887 dann gelang es dem Amateurbotaniker Joseph H. Mellichamp, die von Charles Darwin 1875 vermutete Karnivorie der Gattung zu belegen, ausführliche chemische Studien von J. S. Hepburn, E. Q. St. John und F. M. Jones von 1920 und 1927 untermauerten dies weiter. Ausführliche Standortbeobachtungen wie auch Laborstudien von Edgar Wherry vergrößerten die Kenntnis um die Gattung ebenso wie die Arbeiten von Donald Schnell and Edward Case in der Gegenwart.

## Verwendung
Schlauchpflanzen haben sich im Laufe der letzten zwanzig Jahre im Zierpflanzenmarkt fest etabliert, insbesondere die robuste und winterharte Rote Schlauchpflanze ist regelmäßig in Karnivorensortimenten auch von Bau- und Supermärkten vertreten. Neben ihr finden sich dort auch häufig unbestimmte Hybriden. Wie bereits oben unter Gefährdung und Status erwähnt, werden die Schläuche in den USA auch für Schnittblumen-Arrangements geerntet.